# Плогинг
Плогинг је комбинација трчања са сакупљањем отпада (спајањем шведских глагола plocka upp (покупити) и jogga (трчати) настаје нови шведски глагол plogga , одакле је изведена реч плогинг). Појавио се као организована активност у Шведској 2016. године, а проширио на друге земље 2018. године, као последица повећане бриге због загађења пластиком . Као тренинг пружа варијацију у покретима тела додавањем савијања, чучања и истезања главној радњи трчања, планинарења или ходања. Плогинг се сматра савршеном активношћу, јер је позитивнa и за тело и за животну средину. Процењује се да 20.000 људи плогира дневно у 100 земаља и неки плогинг догађаји привукли су преко 3.000.000 учесника.

## Примери и иницијативе
Ерик Алстром почео да плогира у главном граду Шведске, Стокхолму, нако што се тамо преселио са скијалишта Аре. Креирао је је веб страницу Плогинг за организовање активности и врбовање волонтера.
У Аликанте, Шпанија, плогинг је стигао под именом Plogging RRevolution са циљем популаризације покрета за промоцију спорта и бриге о животној средини широм земље.
Аутор Давид Седарис комбинује скупљање смећа са вежбањем у окрузима Парам, Колдвалтам и Сторингтон у западном Сусексу, правећи и до 60 000 корака дневно у потрази за локалним смећем. Био је толико ефикасан у одржавању свог насеља чистим да је локална власт у његову част дала његово име возилу за прикупљање смећа. Лорд поручник из Западног Сусекса, Сусан Пипер, рекла је: "Знак на овом камиону врло је прикладан начин да кажете велико хвала" Давиду "на његовом неуморном напору ... он је прави локални херој." 
Организација Сачувајмо лепу Америку тренутно промовише плогинг у својим подружницама и за сада је открила да су неке већ комбиновале вежбање са прикупљањем смећа, попут програма Transhercize у Тенесију. У Њујорку је Meetup група Plogging NYC 2018. године имала око 100 чланова и организовала догађаје у четири општине  У Индианаполису је 2018. године организовано Лето плогинга, које су организовали November Project и локална подружница Keep America Beautiful .
Национални дан чишћења промовише плогинг као начин чишћења и одржавања чистоће јавних отворених простора и одржава веб страницу Plogging.org као подршку организацијама, које одржавају плогинг догађаје.
У Оакланду, у Калифорнији, постоји група Fit4Good која има за циљ да сваке недеље покупи смеће око језера Мерит.
Индијски премијер Нарендра Моди плоговао је за пример за своју мисију Swachh Bharat која жели да очисти Индију.
Пуне Плогери, коју је основао Вивек Гурав, највећа је заједница плогера у једном граду са више од 500 редовних плогера широм Пуна, сакупила је више од 40.000 килограма пластике. У децембру 2019. организација је координирала највећу плогинг акцију, са 105.000 људи који су у једном сату сакупили 19.000 килограма смећа.
Непрофитна иницијатива Go Plog!  је током једног плогинг догађаја сакупила 16 тона сувог отпада у Колару. Они организују догађаје сваког месеца, на којима учествују сви почеб од студената до високих званичника локалне администрације.

## Галерија
- Plogging
- Резултат 1-сатног плоггинга у Гетеборгу (Шведска) 11. јула 2019.
- Резултат 1-сатног плоггинга у Франторпу (Шведска) 31. маја 2020.
- Резултат 1-сатног плоггинга у Саведален (Шведска) 29. маја 2020. године.
- Завршетак акције плогинга у локалној рециклажној станици у Гетеборгу (Шведска) 11. јула 2019. Ово је рециклажни пластични контејнер.
- Незграпне или опасне комаде смећа најбоље је пријавити локалним властима ради уклањања (олупина аутомобила изван Гетеборга, Шведска, 21. марта 2019)